# 阿拉尼 (玻利維亞)

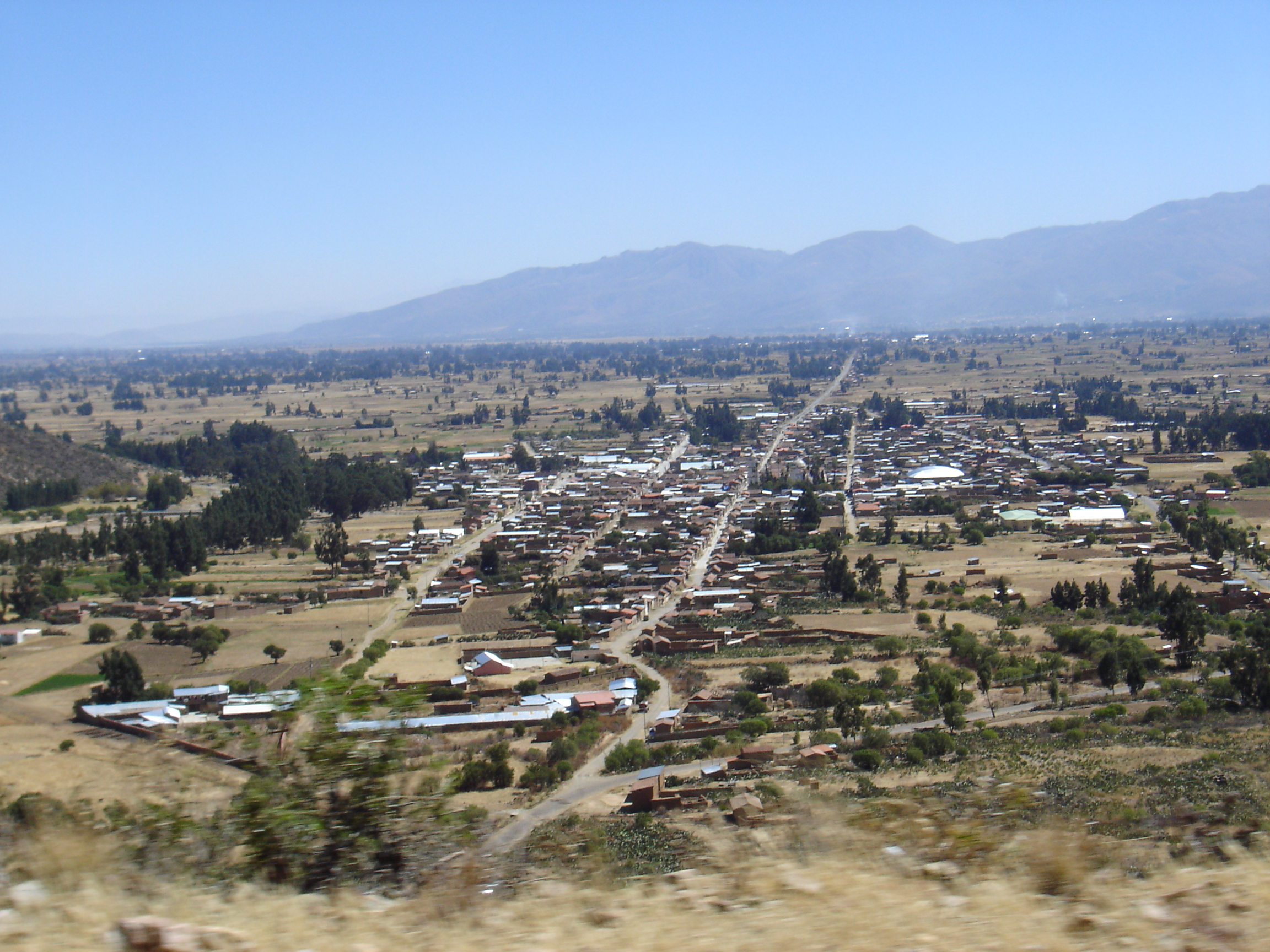

阿拉尼是玻利維亞的城鎮，由科恰班巴負責管轄，位於該國中部，距離首府科恰班巴55公里，海拔高度2,865米，每年平均降雨量約450毫米，2010年人口4,238。

## 外部連結
- Arani Municipality: Population data and map
- MSN Map

17°34′S 65°46′W / 17.567°S 65.767°W